# Сентенера де Андалус
Сентенера де Андалус (на испански: Centenera de Andaluz) е община, разположена в провинция Сория, автономна област Кастилия и Леон, Испания. Според преброяването от 2004 г. на Националния институт по статистика на Испания общината има население от 25 жители.